# Waynesville, Missouri
Waynesville är administrativ huvudort i Pulaski County i Missouri. Orten fick sitt namn efter militären Anthony Wayne.